# 김창균 (1961년)
김창균(1961년 ~ )은 조선일보 편집주간으로 재직하는 보수파 언론인이다.  최재형 전 감사원장 배우자 이소연의 둘째 여동생 이소진 남편이다.

## 학력
- 서울대학교 경제학 학사
- 서울대학교 경제학 석사

## 경력
- 1988년 조선일보 입사
- 1990년 조선일보 워싱턴 특파원
- 2005년 조선일보 논설위원실 논설위원
- 2009년 1월 조선일보 편집국 정치부장
- 2009년 4월 24일 ~ 2011년 4월 24일 서울대 출신 언론인 모임 관악언론인회 제10대 회장 선임[2]
- 2011년 2월 조선일보 논설위원실 논설위원
- 2012년 3월 19일 ~ 2012년 6월 1일 「윤여준의 정치 차차차」
- 2013년 3월 조선일보 편집국 에디터, 부국장
- 2014년 조선일보 편집국 사회부장. 부국장
- 2015년 조선일보 편집국장
- 2017년 12월 조선일보 논설위원실 논설위원
- 2018년 8월 조선일보 논설주간

## 수상
- 2006년 제2회 한국참언론인대상 정치부문